# Джиджоев, Иван Петрович
Иван Петрович Джиджоев (1904 — 12 ноября 1937) — советский государственный и партийный деятель, председатель ЦИК Автономной области Юго-Осетии-Юго-Осетинской автономной области (1936—1937).

## Биография
В 1923—1925 гг. — учился в Коммунистическом университете имени Я. М. Свердлова, в 1930—1933 гг. — в Институте Красной профессуры.
Являлся членом исполнительного комитета Коммунистического Интернационала Молодёжи.
- 1922—1923 гг. — ответственный секретарь областного комитета ЛКСМ Грузии Автономной области Юго-Осетии,
- 1924—1926 гг. — ответственный секретарь областного комитета ЛКСМ Грузии Автономной области Юго-Осетии.

Затем — заведующий агитационно-пропагандистским отделом областного комитета КП(б) Грузии Автономной области Юго-Осетии, заведующий организационным отделом областного комитета КП(б) Грузии Автономной области Юго-Осетии.
В 1936—1937 гг. — председатель ЦИК Автономной области Юго-Осетии — Юго-Осетинской автономной области.
В 1937 г. был арестован и обвинен в том, что по директивам руководителя центра правых — Германа Мгалоблишвили — создал и возглавил антисоветскую организацию правых в Юго-Осетии, руководя ее террористической и подрывной деятельностью и в том, что он был связан с к-р троцкистской террористической организацией, существовавшей в Юго-Осетии. В ноябре 1937 г. был приговорен к смертной казни и расстрелян.